# Rhodostrophia rufilinea
Rhodostrophia rufilinea är en fjärilsart som beskrevs av Louis Beethoven Prout 1913. Rhodostrophia rufilinea ingår i släktet Rhodostrophia och familjen mätare. Inga underarter finns listade.